# Cantó de Lo Pont
El cantó de Lo Pont és un cantó occità del departament de l'Avairon, situat al districte de Rodés. Té 8 municipis i el cap cantonal és Lo Pont de Salars.

## Municipis
- Agenh d'Avairon
- Arcas
- Canet de Salars
- Flavinh
- Lo Pont de Salars
- Pradas de Salars
- Tremolhas
- Lo Bisbal

## Història
| Data d'elecció                           | Identitat      | Partit        | Qualitat |
| ---------------------------------------- | -------------- | ------------- | -------- |
| 1985-1998                                | Gilbert Privat | UDF           |          |
| 1998-                                    | Alain Pichon   | Divers gauche |          |
| les dades anteriors no són pas conegudes |                |               |          |
|                                          |                |               |          |

## Demografia
| 1962  | 1968  | 1975  | 1982  | 1990  | 1999  | 2006  |
| ----- | ----- | ----- | ----- | ----- | ----- | ----- |
| 4.868 | 5.256 | 5.269 | 5.652 | 5.962 | 6.110 | 6.560 |